# Majcni
Majcni so naselje v Občini Sežana.